# Holger Behrendt
Holger Behrendt (Schönebeck, 29 gennaio 1964) è un ex ginnasta tedesco.

## Palmarès

### Olimpiadi
- 3 medaglie:
  - 1 oro (Seul 1988 negli anelli)
  - 1 argento (Seul 1988 nel concorso a squadre)
  - 1 bronzo (Seul 1988 nella barra orizzontale)

### Mondiali
- 3 medaglie:
  - 3 bronzi (Montréal 1985 nel concorso a squadre; Rotterdam 1987 nella barra orizzontale; Rotterdam 1987 nel concorso a squadre)